# Hudson (Kansas)
Hudson – miasto w Stanach Zjednoczonych, w stanie Kansas, w hrabstwie Stafford.